# Théodore Blanc
Jean-Baptiste-Théodore Blanc est un ouvrier-typographe au journal La Gironde, poète et chroniqueur gascon, né au Bouscat le 19 septembre 1840 et mort à Toulouse le 9 octobre 1880.

## Cursus
Sylvain Trébucq, puis Edouard Bourciez, repris par Pierre-Louis Berthaud signalent, ses publications. Alain Viaut en précise la biographie et complète sa bibliographie. Guy Latry découvre les articles de Blanc publiés par La Gironde du Dimanche, supplément de La Gironde destinée aux électeurs populaires et ruraux, de 1869 à 1871, et les publie avec ses autres œuvres en 2017.
L'œuvre de Blanc se distingue en cela qu'il est pro-républicain, à une époque où le Bordeaux littéraire — notamment gascon —, est majoritairement monarchiste ou favorable à l'Empereur. Rares sont alors les journaux ouvertement pro-républicains, encore plus rares ceux rédigés en gascon — citons l'exception notable de Ech Luroun Républicain, publié à la même époque, à Cierp en Haute-Garonne.
Théodore Blanc puise, comme ses contradicteurs gascons contemporains, aux mêmes sources d'inspiration littéraire en bordelais : Meste Verdié et Jacques Boé, dit Jasmin. Comme eux, il déclame ses textes en public sur les scènes bordelaises.

## Ligne éditoriale
Le thème le plus souvent traité par Blanc est celui du fossé qui sépare les citadins des ruraux sous l'Empire. Blanc donne des lectures publiques de ses textes satiriques dont l'un est censuré, sur la scène des théâtres bordelais. Ceci lui vaut un poste de responsable de la rubrique « prose et poésie gasconnes » au sein du journal La Gironde du Dimanche. Il y a pour objectif de ramener l'électorat paysan, massivement bonapartiste, vers la République, et s'adresse, lui l'ouvrier d'origine rurale, aux "paysans comme moi". Anatole Loquin, alias Paul Lavigne dira de lui qu'il est « le meilleur représentant actuel de la vraie poésie bordelaise, celle du terroir » par opposition aux « pièces composées artificiellement dans un but d'édification ou de propagande religieuse ». 
Guy Latry identifie trois périodes dans ses publications. 

### Première période: l'écrivain social, de février 1869 à septembre 1870
Durant cette période, Blanc fait figure d'agent électoral de la République et s'en prend à la gabegie des dépenses de l'État, aux entraves à la liberté de la presse, à la loi militaire de Niel en 1868 qui augmente la durée de cinq ans du service militaire de quatre années de service dans la garde mobile, les candidats à la députation proposés et soutenus par les maires, la répercussion abusive par les propriétaires des augmentations d'impôts sur les loyers.

### Seconde période: la République, quoi qu'il en coûte, d'octobre à décembre 1870
Blanc s'affiche alors comme soutien indéfectible de Gambetta et de la guerre à tout prix, rappelant tant qu'il le peut les méfaits de l'Empire.
Pour Blanc, la République c'est la liberté d'expression, l'égalité, l'État économe. Il soutient l'idée, lancée par Hugo, d'États-Unis d'Europe.

### Troisième période: la colère contre l'ignorance, de février à juillet 1871
C'est un revirement complet auquel se livre Blanc, qui dénonce désormais le conservatisme politique des paysans. Pour lui, les paysans sapent les fondements de la République et même, de l'idéal démocratique : il en conclut paradoxalement que le suffrage universel leur donne une influence néfaste, contraire à l'intérêt général.
Les chroniques de Blanc divergeant de la ligne éditoriale modérée du journal qui l'emploie, il renonce temporairement à ses éditoriaux et publie à nouveau du 2 avril au 18 juin 1871, dans ce même journal, un roman par épisodes intitulé Caoufrés, lou mobile daou troisième batailloun. Dans ce rare feuilleton en langue occitane, Blanc dresse le portrait d'un mobile de la Gironde, jeune homme doux et sensible qui subit la guerre dans toute sa violence, confronté jusqu'au dégoût, au manque de solidarité de la France paysanne qui ferme la porte aux soldats qui risquent pourtant leur vie pour la défendre, et aux vexations, aux abus d'autorité de la hiérarchie militaire pouvant aller jusqu'à l'exécution pour l'exemple.

## Attachement à la langue
Tour à tour idéaliste, partisan transcendé puis malheureux lucide et déçu, Blanc n'a eu de cesse d'exprimer sa propre déchirure identitaire entre ses origines et sa vocation, non réconciliées : c'est en gascon, langue de ses origines paysannes, que s'exprime le poète-ouvrier citadin qu'il est devenu. Parallèlement à ses chroniques, il publie en 1869 un Armanac Bourdelès, puis en 1873 un Armanac gascoun. Son journal, Lou Raouzelet, paru lors de la déclaration de guerre, n'aura qu'un seul numéro : le 17 juillet 1870.
Blanc, attaché à sa langue maternelle, veut la sauver de l'oubli auquel elle est promise, et même lui donner un rôle dans la vie politique.